# Chất gây ảo giác
Chất gây ảo giác (tiếng Anh: hallucinogen) là một tác nhân tâm sinh lý có thể gây ảo giác, dị thường tri giác và những thay đổi chủ quan đáng kể khác trong suy nghĩ, cảm xúc và ý thức. Các loại chất gây ảo giác phổ biến là chất thức thần, chất gây phân ly và chất gây mê sảng. Mặc dù ảo giác là một triệu chứng phổ biến của rối loạn tâm thần amphetamine, amphetamine không được coi là chất gây ảo giác vì bản thân chúng không phải là tác dụng chính của thuốc. Trong khi ảo giác có thể xảy ra khi lạm dụng chất kích thích, bản chất của rối loạn tâm thần kích thích không giống như mê sảng.

## Chất thức thần (ảo giác cổ điển)

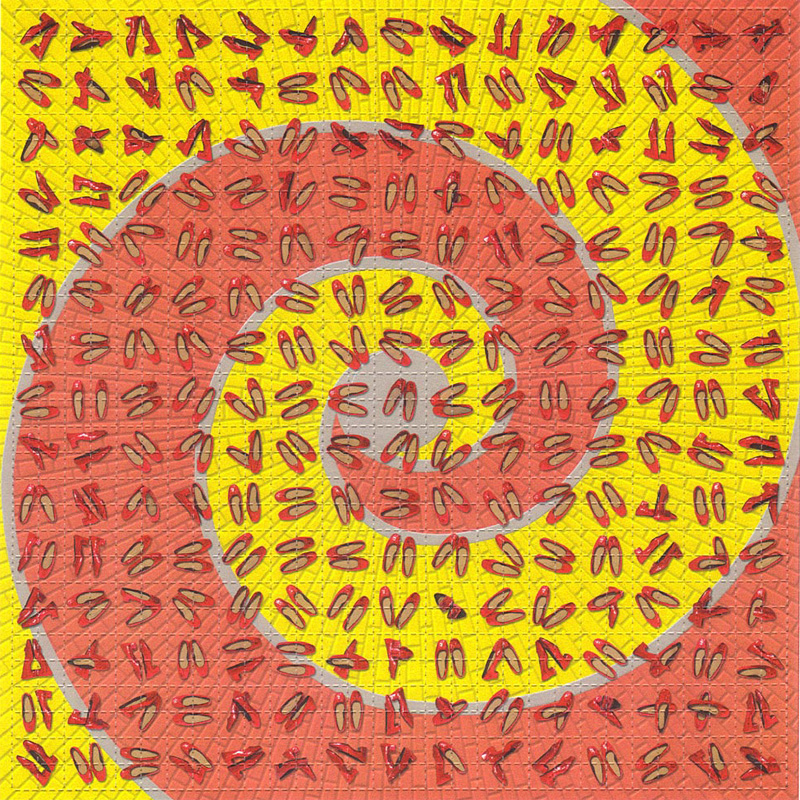
Một tờ "Blotter" gồm 900 liều LSD.

Từ psychedelic (thức thần) (Từ Hy Lạp cổ đại ψυχή (Psyche) tâm trí, linh hồn + δηλος (Delos) manifest, tiết lộ + ic) được đặt ra để diễn tả ý tưởng về một loại thuốc mà làm cho một khía cạnh ẩn nhưng mang tính thực của tâm. Nó thường được áp dụng cho bất kỳ loại thuốc nào có tác dụng thay đổi nhận thức như LSD và các dẫn xuất ergotamine khác, DMT và các tryptamine khác bao gồm các alcaloid của Psilocybe spp., mescaline và các phenethylamine khác.
Thuật ngữ "psychedelic" được áp dụng thay thế cho "psychotomimetic" và "ảo giác", Các chất tạo ảo giác cổ điển được coi là chất tạo ảo giác đại diện và LSD thường được coi là chất tạo ảo giác nguyên mẫu. Để đề cập đến ảo giác giống như LSD, các tác giả khoa học đã sử dụng thuật ngữ "ảo giác cổ điển" theo nghĩa được định nghĩa bởi Glennon (1999): "Ảo giác cổ điển là tác nhân đáp ứng định nghĩa ban đầu của Hollister, nhưng cũng là tác nhân: (a) liên kết tại các thụ thể serotonin 5-HT2 và (b) được nhận ra bởi các động vật được huấn luyện để phân biệt 1- (2,5-dimethoxy-4-methylphenyl) -2-aminopropane (DOM) từ xe. Mặt khác, khi thuật ngữ 'psychedelic' chỉ được dùng để chỉ các ảo giác giống như LSD (hay còn gọi là ảo giác cổ điển), các tác giả đã chỉ rõ rằng họ có ý định để từ 'psychedelic' được hiểu theo cách giải thích hẹp hơn, hạn chế hơn này (ví dụ Nichols, 2004).